# Салтыковский район (Пензенская область)
Салтыко́вский райо́н — административно-территориальная единица в Пензенской области РСФСР, существовавшая в 1941—1958 годах.
Административный центр — село Салтыково, затем — посёлок Пашково.

## География
Район располагался на северо-западе Пензенской области, граничил с Тамбовской и Рязанской областями и Мордовской АССР.

## История
Район был образован 24 апреля 1941 года в составе Пензенской области в результате разукрупнения Земетчинского (Колударовский, Краснодубравский, Морсовский, Салтыковский, Софьинский, Сядемский, Чернопосельский и Юрсовский с/с) и Вадинского (Вышинский, Гоголь-Борский, Кирилловский и Чернышевский с/с) районов.
17 августа 1945 года центр района перенесён из села Салтыково в посёлок Пашково.
18 июня 1954 года были упразднены Гоголь-Ворский (территория передана в Кирилловский с/с), Софьинский (территория передана в Колударовский с/с) и Чернышевский (территория передана в Краснодубравский с/с) с/с.
4 октября 1958 года район был упразднён, его территория вошла в состав Земетчинского (Колударовский, Краснодубравский, Морсовский, Салтыковский, Сядемский, Чернопосельский и Юрсовский с/с) и Вадинского (Вышинский и Кирилловский с/с) районов.